# S/2004 (45) 1
S/2004 (45) 1 est un astéroïde de la ceinture principale, second satellite découvert de (45) Eugénie.

## Découverte
S/2004 (45) 1 a été découvert à partir de trois images obtenues en février 2004 à l'Observatoire européen austral (ESO) au Cerro Paranal, au Chili. La découverte a été annoncée dans l'IAUC 8817, le 7 mars 2007, par Franck Marchis et ses collaborateurs de l'IMCCE.

## Caractéristiques physiques et orbitales
S/2004 (45) 1 mesure 6 kilomètres de diamètre, environ moitié moins que Petit-Prince, l'autre satellite d'Eugénie. Cependant, il orbite plus près de cette dernière.